# Gotthard Sandberg
Herman Gotthard Sandberg, född 24 april 1890 i Stora Bjällerup, Skåne, död 14 augusti 1961 i Malmö S:t Petri församling var en svensk konstnär och lärare.
Sandberg studerade vid Tekniska skolan (1907-10) i Lund nuvarande Polhemsskolan, med Fredrik Krebs som lärare. därefter studier i Paris (1921 och 1950) samt i Berlin (1930). Han har målat landskap, vanligen med skånska motiv, fiskelägen och kustmotiv samt stilleben; tonen är genomgående harmonisk. Debututställning på Lunds universitets konstmuseum 1917. Sandberg ställde flitigt ut i Skåne fram till 1960.
Han är också känd för sin långa bana (1917-1961) som lärare i teckning och måleri på Hermods korrespondenskurser med elever från hela landet. Bland de konstnärer som fick sin första skolning av Gotthard Sandberg genom korrespondenskurserna märks Åke Göransson, Sven Ljungberg och Alf Olsson. Gotthard Sandberg var son till hovslagaren Olof Sandberg och Maria Jönsson och från 1922 gift med Ida Wilhelmina Elisabeth Carlsten och far till konstnären Bengt Olof Sandberg (1930-1997).
Representerad: Malmö konstmuseum och Ystads konstmuseum.